# Kongsi

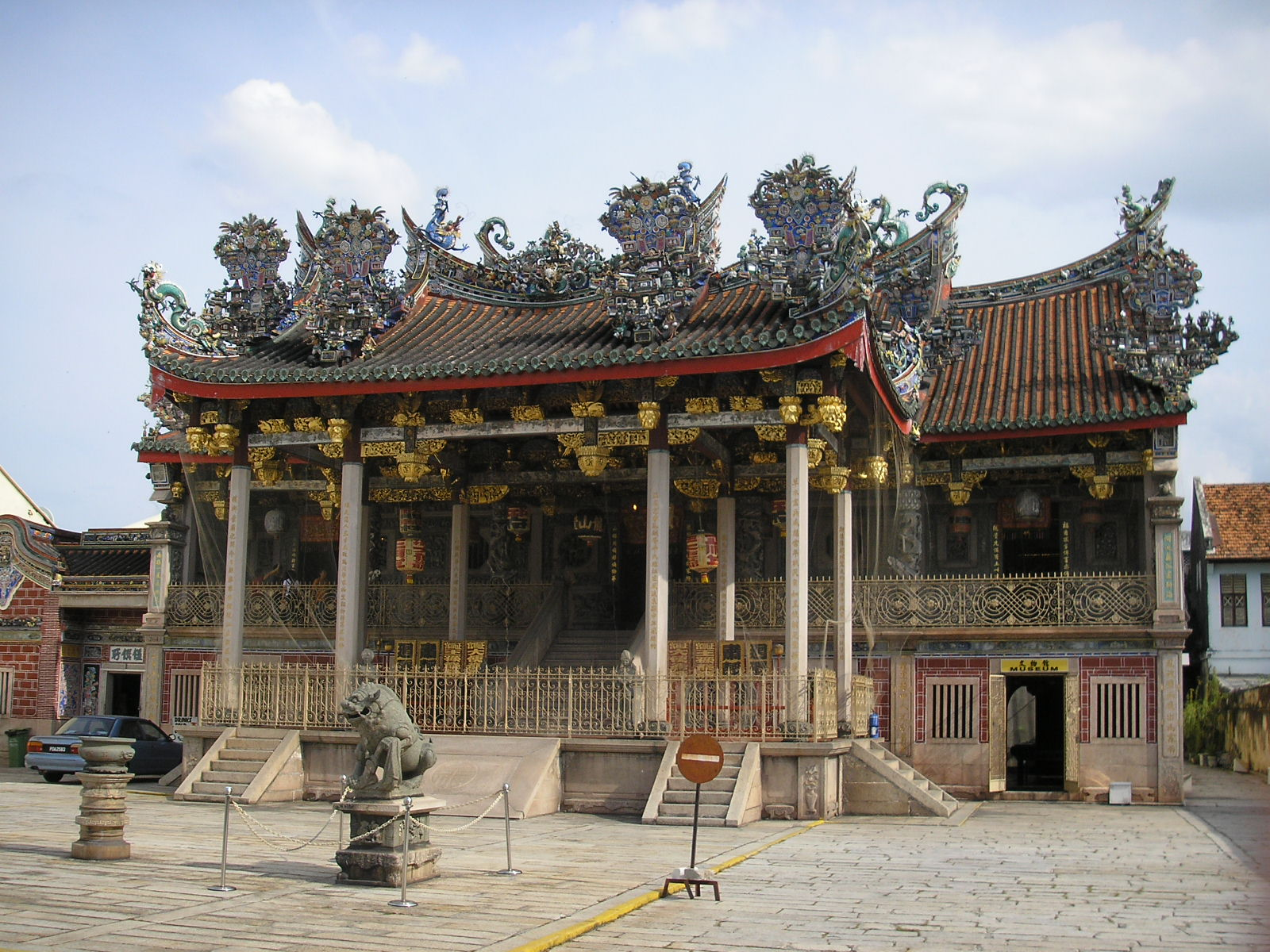
maison de clan de la diaspora chinoise

Les kongsi (chinois : 公司 ; pinyin : gōngsī) ou « maisons de clan » étaient des associations d'origine populaire de la  diaspora chinoise. Elles regroupaient des personnes portant le même nom de clan.
Aujourd'hui, le mot est utilisé pour désigner une entreprise.
Les kongsi avaient comme fonction d'aider leurs membres sur le plan économique. Ils les aidaient à lutter contre l'ostracisme et l'oppression dont étaient souvent victimes les immigrés chinois. Certains auteurs voient en elles l'origine de la réussite de nombreux Chinois d'outre-mer. De nombreuses entreprises chinoises étaient en effet à l'origine des kongsi.
Une des plus grandes kongsi était la « république de Lanfang » créée en 1777 par des mineurs hakka dans l'actuelle province indonésienne de Kalimantan occidental dans l'ouest de l'île de Bornéo.

## Sources
- a large portion of this article originated in « http://www.dragon-gate.com/shopping/product/productDetail.asp?sku=BK089&id=1015&cid=4 »(Archive.org • Wikiwix • Archive.is • Google • Que faire ?) (consulté le 13 avril 2013)  Dragon-gate.com's review of Wang Tai Peng's work on the history of kongsi.